# Perizoma alchemillata
Perizoma alchemillata là một loài bướm đêm thuộc chi Perizoma trong họ Geometridae.

## Hình ảnh

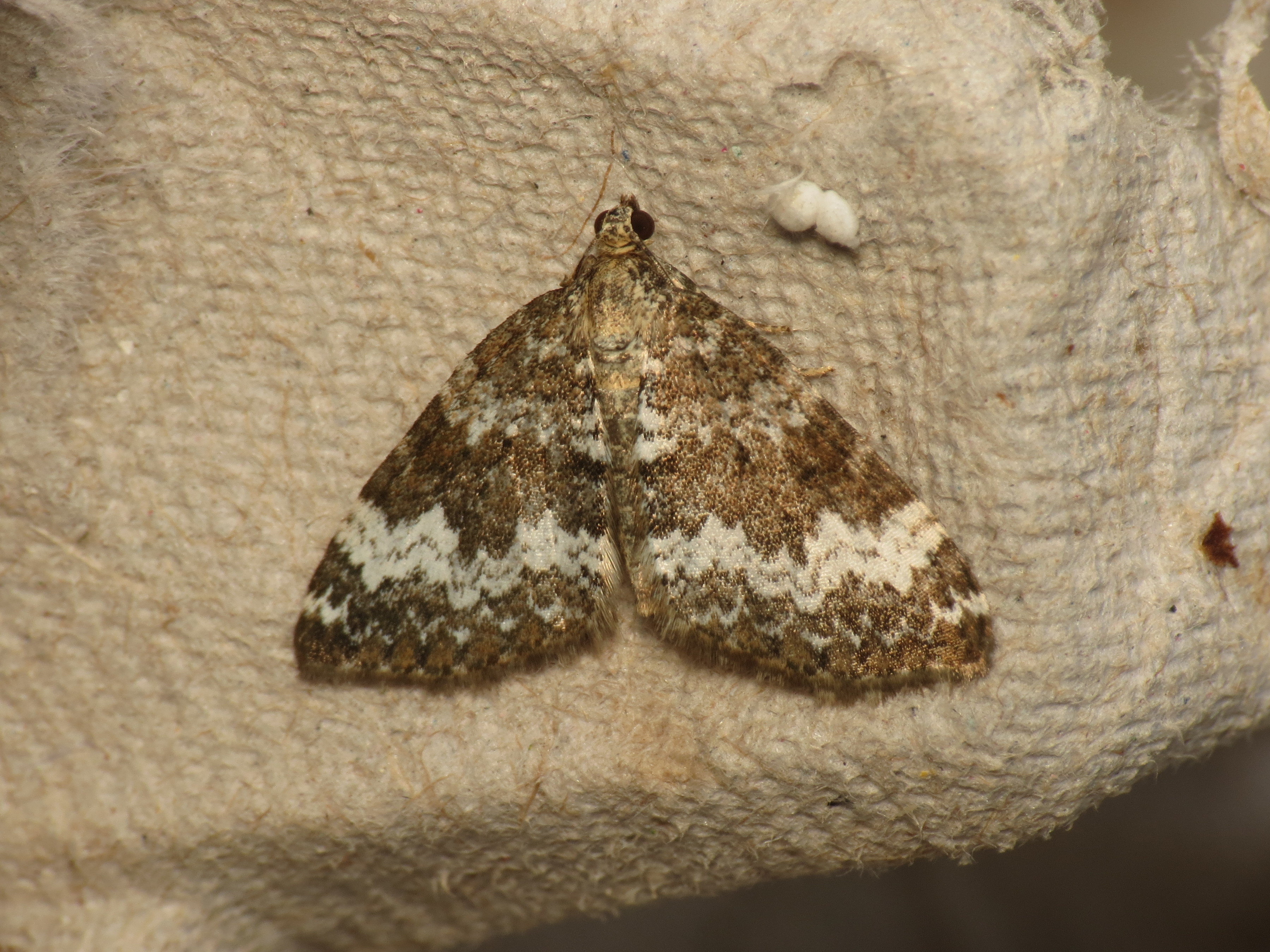
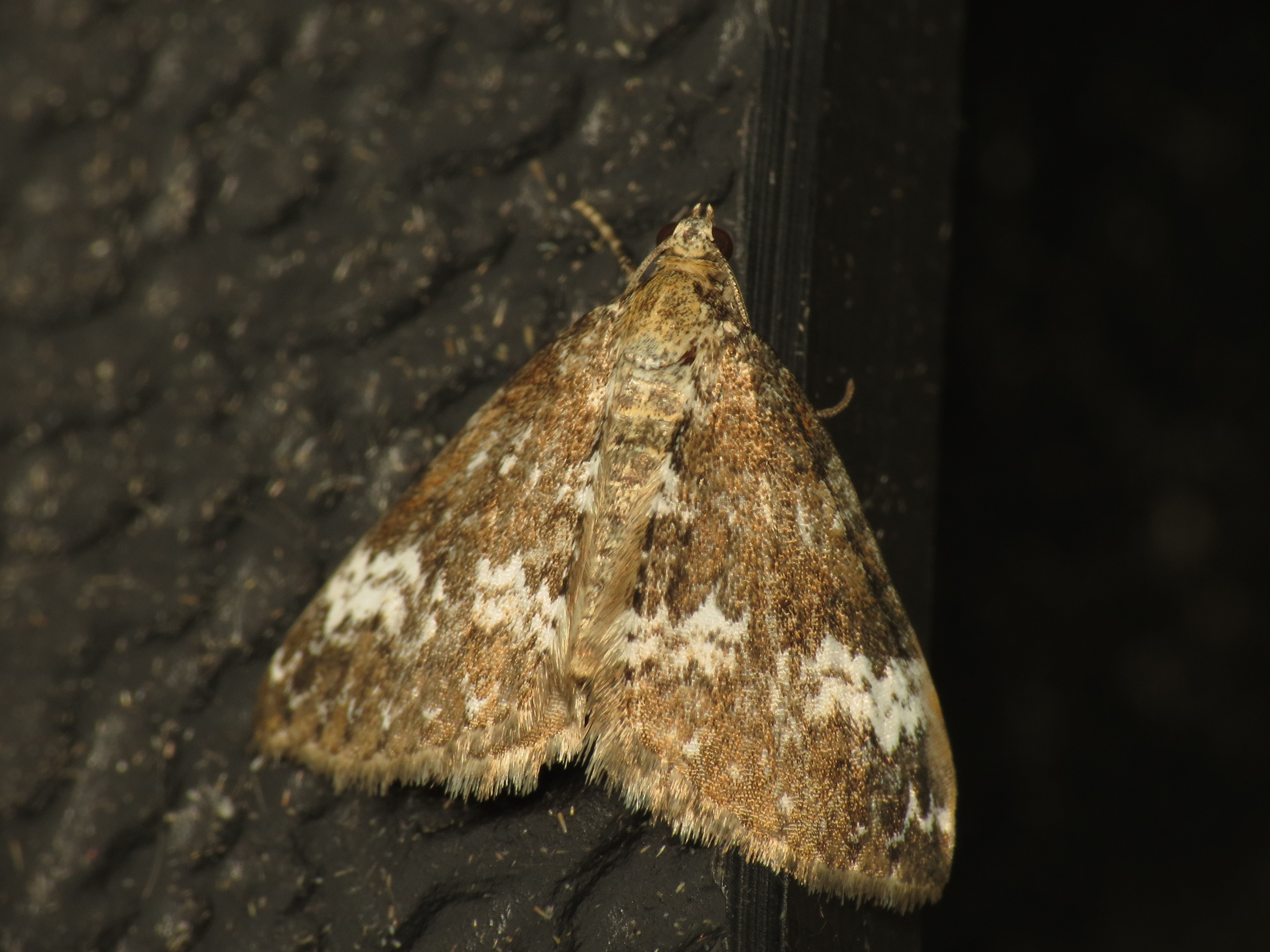
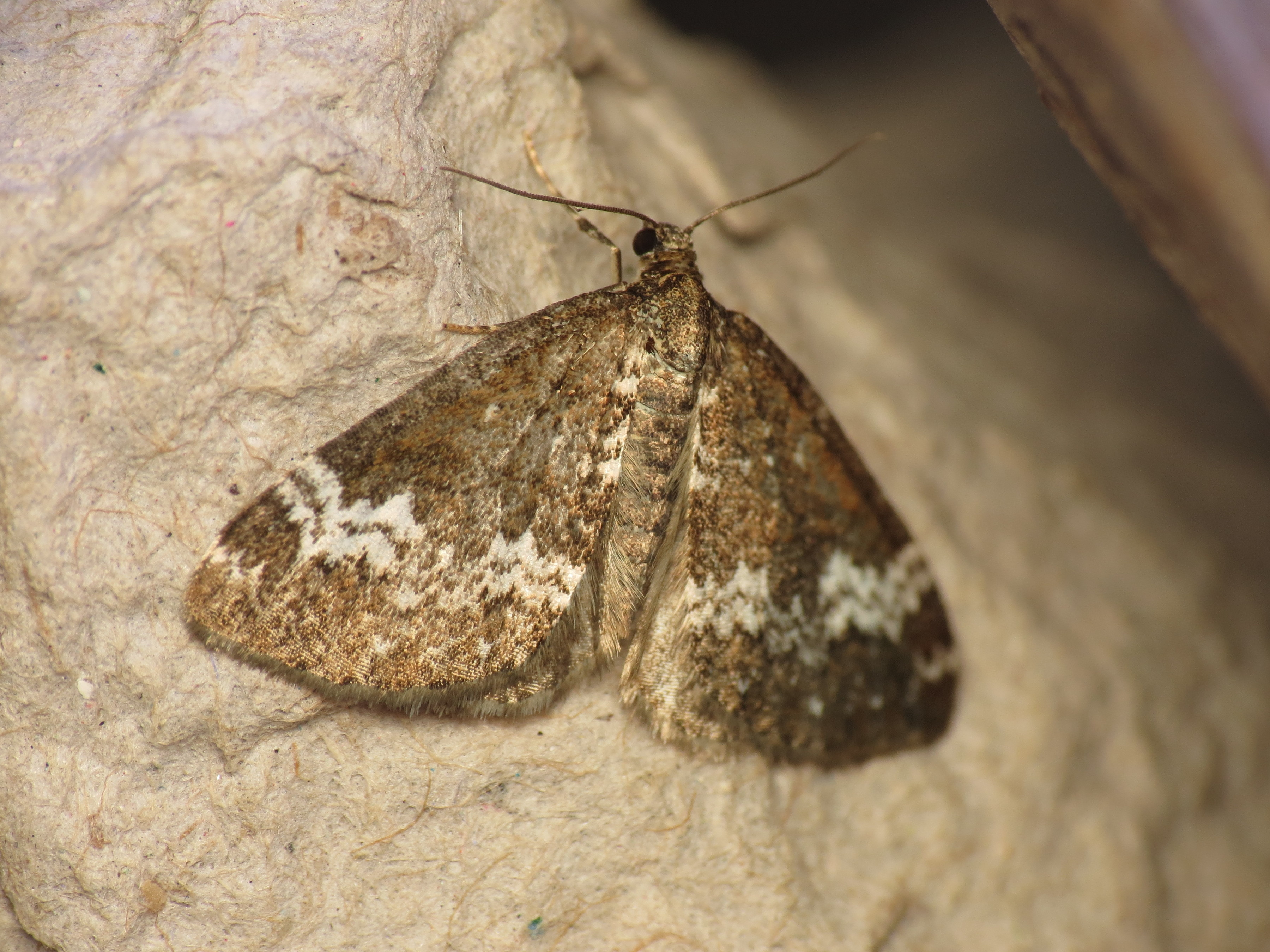
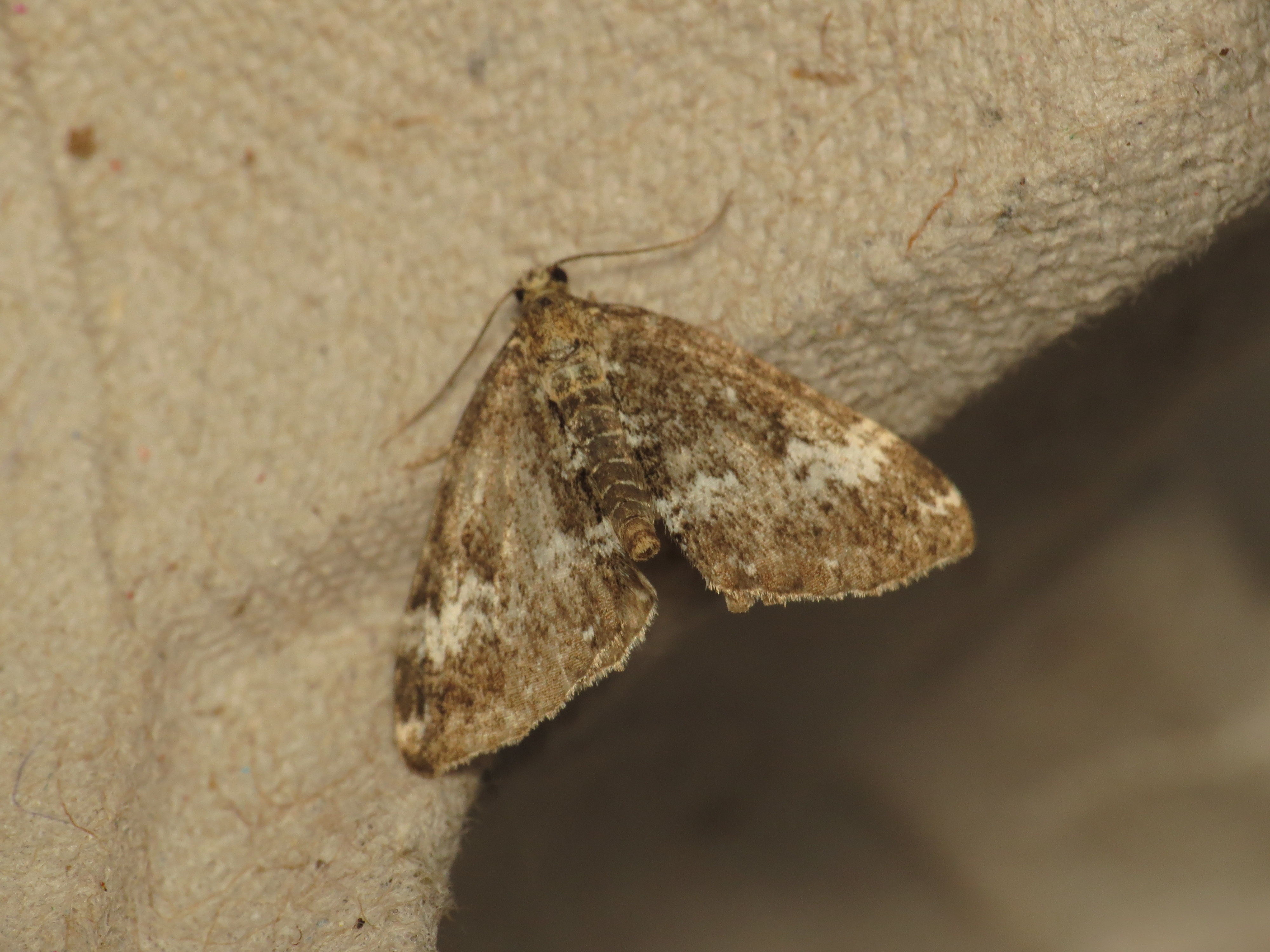